# Union Glacier
Union Glacier är en glaciär i Antarktis. Den ligger i Västantarktis. Chile gör anspråk på området. Union Glacier ligger 700 meter över havet.
Terrängen runt Union Glacier är platt åt nordost, men åt sydväst är den kuperad. Trakten är obefolkad. Det finns inga samhällen i närheten.